# Przystań (album)
Przystań – pierwszy solowy album Violi Brzezińskiej.
Został wydany 26 maja 2008 roku (zob. 2008 w muzyce). Album zawiera 11 utworów, do których w większości muzykę i tekst napisała Viola Brzezińska oraz muzycy z jej zespołu: Bartek Mielczarek, Grzegorz Hinczewski, Michał Maliszewski; autorami utworu Pocałuj mnie są Joachim Mencel oraz Beata Mencel.

## Lista utworów
1. Tęsknota (sł. M. Maliszewski, muz. M. Maliszewski, G. Hinczewski) – 4:33
2. Pocałuj mnie (sł. B. Mencel, muz. J. Mencel) – 3:26
3. Nie ma mnie bez Ciebie (sł. V. Brzezińska, muz. B. Mielczarek, V. Brzezińska) – 4:59
4. Druga po Bogu (sł. i muz. M. Maliszewski) – 4:52
5. 12 lipca (sł. G. Hinczewski, V. Brzezińska, muz. G. Hinczewski, V. Brzezińska) – 4:47
6. Przystań (sł. V. Brzezińska, muz. B. Mielczarek) – 3:21
7. Tylko miłość (sł. V. Brzezińska, muz. G. Hinczewski, V. Brzezińska) – 4:01
8. O świcie (sł. V. Brzezińska, muz. B. Mielczarek) – 4:10
9. Nie znajduję słów (sł. V. Brzezińska, muz. G. Hinczewski, V. Brzezińska) – 4:55
10. Walizka (sł. M. Maliszewski, muz. G. Hinczewski, V. Brzezińska) – 4:36
11. Zabierz mnie ze sobą (sł. V. Brzezińska, muz. G. Hinczewski, V. Brzezińska) – 3:37

## Twórcy
- Viola Brzezińska – wokal, chórki
- Bartek Mielczarek – gitara basowa, tamburyn, programowanie, produkcja muzyczna
- Grzegorz Hinczewski – instrumenty klawiszowe, programowanie, aranżacja smyków
- Tomasz Franciszkowski – perkusja
- Michał Maliszewski – gitara akustyczna, gitara elektryczna
- Jacek Leśniewski – perkusja (1,5)
- Anna Brzezińska – chórki
- Michał Szałach – skrzypce (I)
- Maria Machowska – skrzypce (II)
- Aleksandra Olczak – altówka
- Elżbieta Kaleńczuk – wiolonczela
- Monika Czaplicka – kontrabas

gościnnie
- Adam Krylik (Chili My) – chórki

realizacja
- K. Murawski (Apollo, Białystok), D. Kowszewicz (Eden, Toruń), Ł. Kuśmirek (Kuśmir Studio, Toruń) – realizacja nagrań
- K. Maszota, B. Mielczarek (3,7,11), D. Kowszewicz (7,11) – mix
- D. Kowszewicz – mastering
- Agata Kosno – zdjęcia i projekt graficzny